# Masakra w Jamestown
Masakra w Jamestown – zdarzenie z 22 marca 1622 r. w trakcie walk kolonistów angielskich z Indianami (II wojna z Powatanami). 
Do zdarzenia doszło w pobliżu angielskiej osady Jamestown w Wirginii i uznawane jest za największą masakrę białych przez Indian w północnej Ameryce. 
W masakrze udział wzięli Indianie ze szczepu Pamunkey, którzy pod wodzą Opechancanougha dokonali napadu na Jamestown położone w James City County (Wirginia). Celem napastników stały się farmy i domostwa białych. Atak zakończył się zniszczeniem ponad 70 osad angielskich. Z żyjących tutaj 1200 kolonistów śmierć poniosło 347 osób. 
Po ataku pozostający przy życiu osadnicy zaprosili Opechancanougha i innych wodzów na rozmowy. Gdy ten przyjął zaproszenie, biali dokonali ataku na Indian. Wodzowi szczepu Pamunkey udało się jednak zbiec. Dopiero 22 lata później Opechancanough został pojmany i zastrzelony w więzieniu przez jednego z wartowników. 
Walki w roku 1622 spowodowały śmierć większości osadników zamieszkujących ziemie wzdłuż rzeki James w Wirginii. 